# 早春譜 (映画)
早春譜 (英題: Seasons Change タイ語: เพราะอากาศเปลี่ยนแปลงบ่อย, or Phror arkad plian plang boi) は、タイの映画である。2006年公開。ラブコメディ映画、学園映画。監督はニティワット・タラトーン。

## あらすじ
映画は、マヒドン大学音楽カレッジを舞台に展開される。ストーリー上では1年間の期間にわたって描かれていて、それはバンコクの典型的な3つの季節、すなわち暑季、雨季、そして乾季の3季節を含んでいる。
中学校を卒業する時、若い男子学生・ポムは、マヒドン大学音楽カレッジに入学しようとする。同じ中学校で3年間片思いをしていたダオという女子学生に近づきたいからという理由だった。ドラム経験はあるものの、専門的な教育を受けていないポムは入学試験に苦労する。しかし、入学志望者控室で練習しているポムを見て彼にロックドラマーとしての才能を見出した日本人講師・ジタローの後押しもあって無事入学する。
音楽家は生涯の仕事としてはあまりにも不安定であるため、音楽カレッジに入ったという話は親にも内緒にされる。父は息子が医学・薬学の名門であるマヒドン大学に連なる学校に入ったことに喜ぶ。しかし、父の学生時代からの友人の娘も音楽カレッジに入ったという話をポムは耳にし、同級生経由で父に真実が伝わらないかを気にする。その娘とは音楽カレッジを首席入学したという天才女子学生・オームで、ポムは彼女に秘密を守るようお願いする。
ジタローによるポムの評価は、すぐにでもドラムで海外留学できる、というものだった。ジタローはポムに自分の研究の手伝いをするよう勧誘し、ポムは研究室に入る。彼が練習室でドラムの練習をしていたところ、2人の男子学生、チェットとチャットが乱入してくる。セッションを通じて3人は仲良くなり、"Hot-Wave Contest"入賞を目指して、ロックバンド「ASS-HOLE」を結成する。さらにある日、ポムはバイオリンの才能に溢れたダオの演奏を耳にする。それはカレッジのオーケストラでのものだった。ダオと仲良くなりたいポムはオームに相談してオーケストラの補欠入団を図り、ジタローの協力の下、正規のティンパニ奏者・マノックを物置に閉じ込め、少し怒りっぽい指揮者・ロージーに、代わりのティンパニ奏者を命じられる。
オーケストラの団員にはオームもいたが、絶対音感を持つ彼女はしかし演奏は苦手だった。複数の楽器を経て、オームはポムと同様のパーカッション担当となる。オーケストラの練習や学校生活を経て、やがて2人はお互い学校で一番の親友となる。
オーケストラの練習が遅れだし、団員たちは追加の自主練習を決意するが、ポムにはジタローの研究室の手伝い、そしてロックバンドの練習があり、それぞれのスケジュールがぶつかっていった。ポムはバンドとオーケストラ、どちらを選ぶかの選択を迫られ、バンドを辞めることを決意する。ポムの練習に身が入っていないことに気がついていたチャットとチェットはこころよく受け入れ、バンドの解散ゲリラライブが敢行される。ライブの観客の中にはダオもおり、その時の演奏を聞いて初めてポムの存在に気がつく。
ダオと仲良くなるという目的を果たしたポムだったが、ダオがブダペストへの留学を考えているという話を聞き、自分もブダペストへの留学をしようと考える。カレッジにはブダペストへの奨学留学の枠が2つあり、その1つを目指してポムはジタローに相談し、ドラムの特訓を受ける。留学のためには親の承諾を受ける必要があるが、未だに音楽学校に入ったことを言っていないポムは承諾書を書いてもらうことができない。しかし、催促のためポムに電話したジタローの言葉を父が聞き、ポムが音楽カレッジに入ったことが明るみに出て、ポムと両親の仲は険悪になる。さらに、秘密がバレた原因がオームにあると誤解したポムと、ポムが音楽学校に入った理由が音楽ではなく女の子にあったと知ったオームの仲も険悪になった。そんな中、ジタローはポムの父を説得する。父はオームの父とも相談し、ポムの進路を受け入れることに決める。その流れでポムはオームのことを誤解していたことに気が付く。留学試験でそつなく演奏をこなすダオ、そしてポム。そこにオームも試験を受けにやって来る。オームの決してうまいとは言えない演奏に、ポムは何かを感じる。留学がほぼ決まったポムは、マノックからティンパニ奏者の交代を持ちかけられる。ポムは父親に何かを相談する。
正月にも閉店しない父の雑貨店が臨時休業したのは、ポムのオーケストラ鑑賞のためだった。観客席にはHot-Wave Contestに入賞してデビューの決まったチェットとチャット、ロージーと付き合い始めたジタロー、そしてオームの父親の姿もあった。コンサートの曲間に、カレッジから留学奨学金授与者の発表がされる。対象となるのはダオと、マノックだった。ポムはマノックにティンパニ奏者の座ではなく留学生の座を譲ったのだった。そして、オームが作曲した楽曲"Seasons Change"の演奏が始まる。

## キャスト
- Witawat Singlampong : ポム
- Chutima Teepanat : オーム
- Yuwanat Arayanimisakul : ダオ
- Panissara Phimpru : ロージー
- 矢野かずき : ジタロー
- Ratchu Surachalas : チェット
- Chalermpol Tuntawisut : チャット

## 反応
映画は対象層には概ね好評的に受け入れられ、そして、いかにも身近にいそうな愛らしいキャラクターだったので、タイの思春期の人々の間ですぐに有名になった。 Boyd Kosiyabongの人気シングルから採用された映画音楽も、10代の映画好きのあいだで話題になった。
映画評論家・Sorradithep Supachanyaは"ストーリーは陳腐で、救いようがないほど題名にはオリジナリティがない(この題名は、タイのカントリーポップミュージックでは最も有名なものの1つで、あまりにも演奏されすぎている曲からの引用である)。それでも、監督の華麗な編集が美しい光景と素晴らしい音楽、そして害のないユーモアを結びつけ、Seasons Changeは新鮮で、スウィートで、心温まる楽しい作品となった"と書いた。

## DVD発売
2006年に、映画はタイでVCD化、およびスペシャルエディション2枚組のDVD化された。映画本編に加え、DVD1枚めのディスクには特典として、フォトギャラリー、カットされたシーン、監督のコメンタリーとMVが付けられた。DVD2枚めには監督と主演俳優たちとの面接が収録された。これはマルチアングルで収録されたもので、面接のあいだ、カメラアングルを変更することができた。インタビューの最中、出演者たちは個々のシーンについてコメントしている。音声および字幕はすべてタイ語であり、英語字幕を含めた他国語の要素は含まれていない。

## 日本での上映
2018年5月現在、この映画は日本での一般的な上映は行われておらず、日本語版のDVDも発売・レンタル等はされていないが、以下の映画祭等での上映が行われている。
2007年 第17回アジアフォーカス・福岡国際映画祭
福岡市総合図書館映像ホール「シネラ」の2014年10月通常上映
同館では当作品がアーカイヴに収蔵されているが、貸出は行われていない。